# Birenbach
Birenbach è un comune tedesco di 1 920 abitanti, situato nel land del Baden-Württemberg.